# Кантон (Нью-Йорк)
Кантон (англ. Canton) — місто (англ. town) в США, в окрузі Сент-Лоуренс штату Нью-Йорк. Населення — 11 638 осіб (2020).

### Клімат
| Клімат : Кантон         | Клімат : Кантон | Клімат : Кантон | Клімат : Кантон | Клімат : Кантон | Клімат : Кантон | Клімат : Кантон | Клімат : Кантон | Клімат : Кантон | Клімат : Кантон | Клімат : Кантон | Клімат : Кантон | Клімат : Кантон | Клімат : Кантон |
| Показник                | Січ.            | Лют.            | Бер.            | Квіт.           | Трав.           | Черв.           | Лип.            | Серп.           | Вер.            | Жовт.           | Лист.           | Груд.           | Рік             |
| Абсолютний максимум, °C | 18,9            | 18,3            | 26,7            | 31,7            | 33,9            | 35,0            | 36,7            | 37,2            | 33,9            | 28,3            | 25,0            | 21,1            | 37,2            |
| Середній максимум, °C   | −3,3            | −1,3            | 3,8             | 11,9            | 18,7            | 23,6            | 26,1            | 25,2            | 20,9            | 13,8            | 7,3             | 0,2             | 12,3            |
| Середній мінімум, °C    | −14,8           | −13,3           | −7,4            | 0,5             | 6,8             | 12,1            | 14,7            | 13,4            | 8,9             | 2,7             | −2,2            | −9,7            | 1,1             |
| Абсолютний мінімум, °C  | −40,6           | −41,7           | −34,4           | −22,2           | −6,1            | −1,7            | 1,1             | 0,0             | −5,6            | −10,6           | −26,1           | −38,3           | −41,7           |
| Норма опадів, мм        | 54              | 46              | 55              | 74              | 81              | 88              | 95              | 95              | 108             | 104             | 84              | 65              | 949             |
| Днів з опадами          | 14              | 11              | 11              | 12              | 14              | 13              | 12              | 12              | 12              | 13              | 13              | 14              | 151,0           |
| ----------------------- | --------------- | --------------- | --------------- | --------------- | --------------- | --------------- | --------------- | --------------- | --------------- | --------------- | --------------- | --------------- | --------------- |
| Джерело: NOAA           |                 |                 |                 |                 |                 |                 |                 |                 |                 |                 |                 |                 |                 |

## Демографія
Згідно з переписом 2010 року, у місті мешкало 10 995 осіб у 3402 домогосподарствах у складі 2035 родин. Було 3657 помешкань
Расовий склад населення:
| - 91,9 % — білих - 3,7 % — чорних або афроамериканців - 1,2 % — азіатів - 0,4 % — корінних американців |

До двох чи більше рас належало 1,9 %. Частка іспаномовних становила 2,9 % від усіх жителів.
За віковим діапазоном населення розподілялося таким чином: 16,4 % — особи молодші 18 років, 72,2 % — особи у віці 18—64 років, 11,4 % — особи у віці 65 років та старші. Медіана віку мешканця становила 25,3 року. На 100 осіб жіночої статі у місті припадало 96,2 чоловіків;  на 100 жінок у віці від 18 років та старших — 95,6 чоловіків також старших 18 років.
Середній дохід на одне домашнє господарство  становив 68 501 долар США (медіана — 56 523), а середній дохід на одну сім'ю — 86 391 долар (медіана — 74 364). Медіана доходів становила 50 989 доларів для чоловіків та 47 011 долар для жінок. За межею бідності перебувало 16,9 % осіб, у тому числі 17,7 % дітей у віці до 18 років та 7,3 % осіб у віці 65 років та старших.
Цивільне працевлаштоване населення становило 4418 осіб. Основні галузі зайнятості: освіта, охорона здоров'я та соціальна допомога — 45,2 %, роздрібна торгівля — 12,2 %, мистецтво, розваги та відпочинок — 9,0 %, будівництво — 6,4 %.